# Neotropisk spillkråka
Neotropisk spillkråka (Dryocopus lineatus) är en fågel i familjen hackspettar inom ordningen hackspettartade fåglar.

## Utseende och läte
Neotropisk spillkråka är en stor (cirka 33 cm) tofsförsedd hackspett i rött, svart och vitt. Fjäderdräkten är övervägande svart, med lysande röd tofs, undersidan tvärbandad i vitt och en vit linje som sträcker sig nerför halsen. Hanen har rött på kinden, vilket honan saknar. Den har ett skrattande läte och trummar utdraget under häckningstid.

## Utbredning och systematik
Neotropisk spillkråka delas in i fem underarter:
- lineatus-gruppen
  - Dryocopus lineatus scapularis – förekommer i västra Mexiko, från södra Sonora till Oaxaca
  - Dryocopus lineatus similis – förekommer från Tamaulipas i östra Mexiko, till nordvästra Costa Rica
  - Dryocopus lineatus lineatus – förekommer från östra Costa Rica till västra Colombia, östra Peru, norra Paraguay och östra Brasilien
  - Dryocopus lineatus erythrops – förekommer från sydöstra Brasilien till östra Paraguay och nordöstra Argentina
- Dryocopus lineatus fuscipennis – förekommer i västra Ecuador och nordvästra Peru

Sedan 2014 urskiljer Birdlife International och naturvårdsunionen IUCN fuscipennis som den egna arten "mörkvingad spillkråka". 

### Släktestillhörighet
DNA-studier visar att spillkråkorna i släktet Dryocopus inte är varandras närmaste släktingar. Det har gjort att vissa fört de amerikanska arterna, däribland amerikansk spillkråka, till det egna släktet Hylatomus. De flesta av de ledande taxonomiska auktoriteterna behåller de dock fortfarande samlade i Dryocopus.

## Levnadssätt
Neotropisk spillkråka hittas i olika typer av tropiska skogsmiljöer i låglänta områden och lägre bergstrakter, men även i halvöppna områden med större träd och mangroveträsk. Den ses ofta i par, födosökande på trädstammar efter insekter, men kan också ta frukt och frön. I det uthackade bohålet i ett träd lägger den två till fyra ägg.

## Status
IUCN bedömer hotstatus för underartsgrupperna (eller arterna) var för sig, båda som livskraftiga.

## Bildgalleri

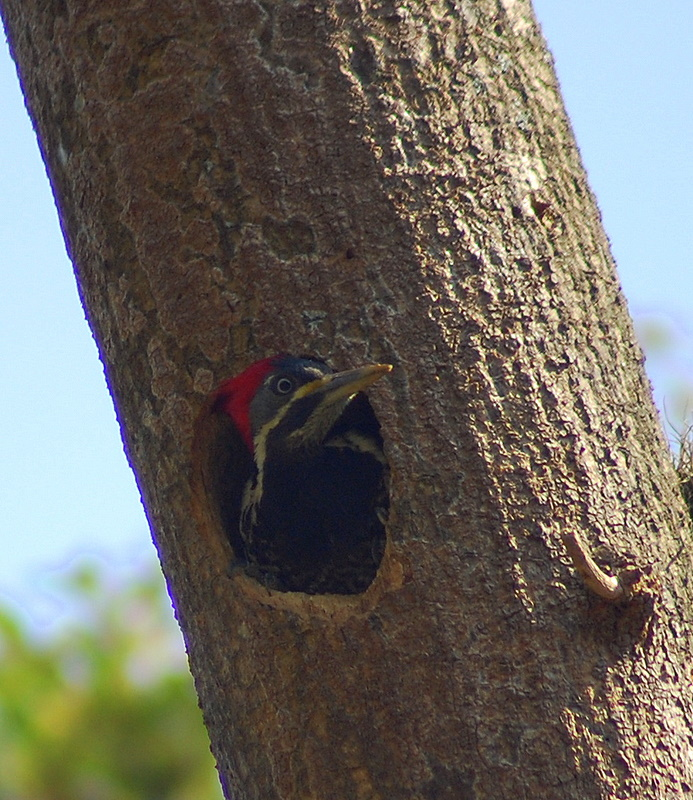
En neotropisk spillkråka i sitt bohål
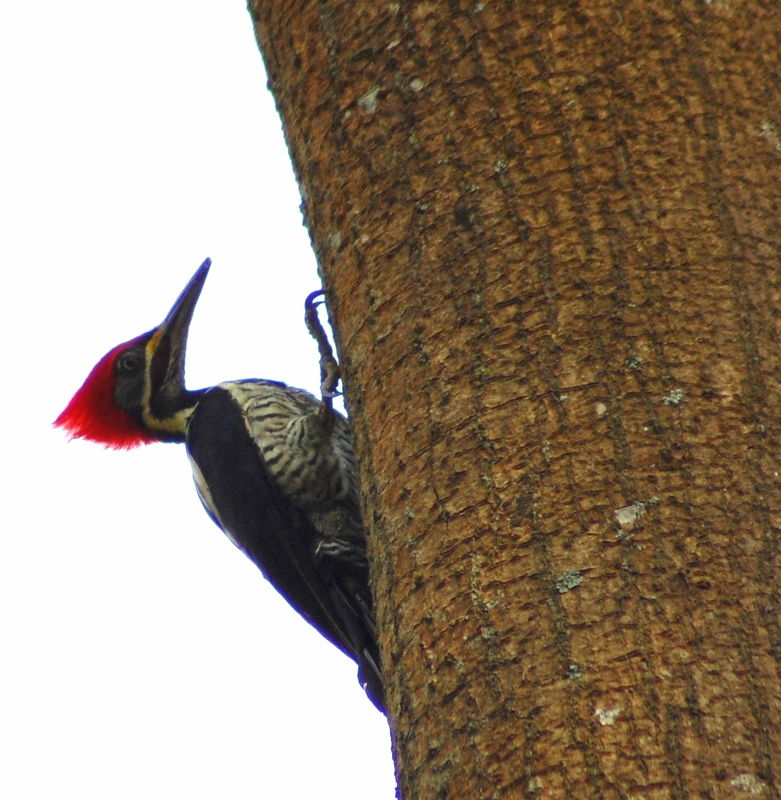
Typiskt för arten är det smala, ljusa strecket som går från nacken till övre näbbroten.